# Vůz WR851 ČD
Vozy WR851, číslované v intervalu 50 54 88-41, jsou řadou jídelních vozů z vozového parku Českých drah. Všechny tyto vozy (001–028) pro tehdejší Československé státní dráhy byly vyrobeny roku 1976 ve vagónce VEB Waggonbau Bautzen.

## Technické informace
Jsou to neklimatizované jídelní vozy typu UIC-Y o délce 24 500 mm. Vozy mají podvozky Görlitz VK vybavené špalíkovými brzdami. Nejvyšší povolená rychlost vozů z intervalu 50 54 88-41 je 140 km/h, upravené vozy z intervalu 50 54 88-80 mohou jezdit rychlostí až 160 km/h.
Polovina vozu je jídelní, polovina je na kuchyňské účely, bistro bar v těchto vozech chybí. Vůz má 48 míst k sezení.
Vozy mají jeden pár zalamovacích nástupních dveří. Mezivozové přechodové dveře jsou manuálně posuvné do stran. Okna těchto vozů jsou polospouštěcí.
Vytápění těchto vozů je elektrické teplovodní s automatickou regulací teploty. Větrání je řešeno pomocí vytápěcí soustavy bez ohřevu vzduchu a střešních ventilátorů.
Provozní osvětlení těchto vozů je zářivkové. Nouzové je řešeno pomocí žárovek.
Původní nátěr vozů byl modrý ve stylu jídelních vozů Československých státních drah. Později byly nalakovány přes okna červeně a zbytek vozu byl bílý. Některé vozy byly přelakovány dokonce i do modro-bílého nátěru v korporátním stylu Českých drah od studia Najbrt.

## Modernizace a úpravy
Československé dráhy začaly po pádu komunismu v Československu se svými spoji významněji pronikat také do západní Evropy. Bylo tedy zapotřebí pohodlnějších jídelních vozů. Pět vozů WR851 prošlo základní rekonstrukcí, která obsahovala přečalounění sedadel, výměnu tehdy velmi rozšířené koženky, dále pak také zvýšení rychlosti na 160 km/h a přeznačení do intervalu 51 54 88-80. Nasazeny byly na linku z Prahy do Curychu, proto se jim také začalo přezdívat „Zürich“.
V letech 2003 a 2004 byl všem zbývajícím vozům odebrán režim RIC, tzn. vozy již nebyly způsobilé pro použití v mezinárodním provozu.
Labutí písní těchto vozů byl přelom let 2010 a 2011, neboť dodávky nové řady jídelních vozů WRmee816 se citelně opozdily a bylo třeba najít náhradu. Zbylé vozy WR851 tak prošly narychlo rekonstrukcí, kdy se jejich rychlost zvýšila naposledy na 160 km/h, sedadla byla přečalouněna a vozová skříň byla opatřena korporátním nátěrem Českých drah.
Po dodání nových jídelních vozů již na dálkové mezinárodní spoje nebyly nasazovány. Roku 2010 jim byla nejvyšší rychlost zpětně snížena na původních 140 km/h.

## Provoz
Roku 1976 si tehdejší Československé státní dráhy objednaly od svého dvorního dodavatele VEB Waggonbau Bautzen nové jídelní vozy, se kterými se počítalo především na významné rychlíky a dálkové spoje. Servis v nich téměř vždy zajišťovala firma JLV.
Roku 2013 jsou již využívány pouze jako záloha a pravidelně nejsou nasazovány vůbec. Dva vozy (č. 008 a 013) byly převedeny do železničního muzea Lužná u Rakovníka.